# Levhart obláčkový
Levhart obláčkový, známý jako pardál obláčkový či harimauda (Neofelis nebulosa), je samotářsky žijící velká kočkovitá šelma. Druh popsal Edward Griffith v roce 1821. Spolu s levhartem Diardovým byli až do roku 2006 řazeni do jednoho druhu, od té doby sdílejí pouze rod Neofelis. Levhart obláčkový se vyskytuje v jižní, jihovýchodní a východní Asii, kde obývá především různé typy tropických lesů. Jde o nejmenší z velkých koček, dosahuje velikosti velmi malých exemplářů levharta skvrnitého. Hmotnost dospělých jedinců se pohybuje nejčastěji od 11 do 23 kg, délka těla dosahuje 68 až 108 cm, ocas měří 55 až 92 cm. Nazván byl podle velkých tmavých „obláčků“ na svém těle. Celkově jde o robustně stavěnou šelmu s relativně krátkýma nohama a velkou hlavou. Špičáky má vzhledem ke své velikosti poměrně dlouhé (pravděpodobně i více než 4 cm), mezi kočkovitými šelmami srovnatelné s těmi, kterými je vybaven levhart Diardův. Tlapy jsou široké a mají vysoce pohyblivé klouby, díky čemuž se levhart dokáže výborně pohybovat po stromech. Ačkoliv mu lezení po stromech nedělá potíže, většinu času tráví na zemi, kde obvykle i loví. Jeho kořistí bývají zvířata malé a střední velikosti, především různé druhy kopytníků, opice, ptáci, případně dikobrazi, cibetky a ryby; občas napadá i domácí zvířata. Rozmnožuje se obvykle jednou ročně; samice po asi 90 dnech březosti porodí 1–5 koťat. Dožívá se 11 až 17 let. Mezinárodní svaz ochrany přírody ho řadí mezi zranitelné druhy. Hlavním nebezpečím pro něj je odlesňování a pytláctví.

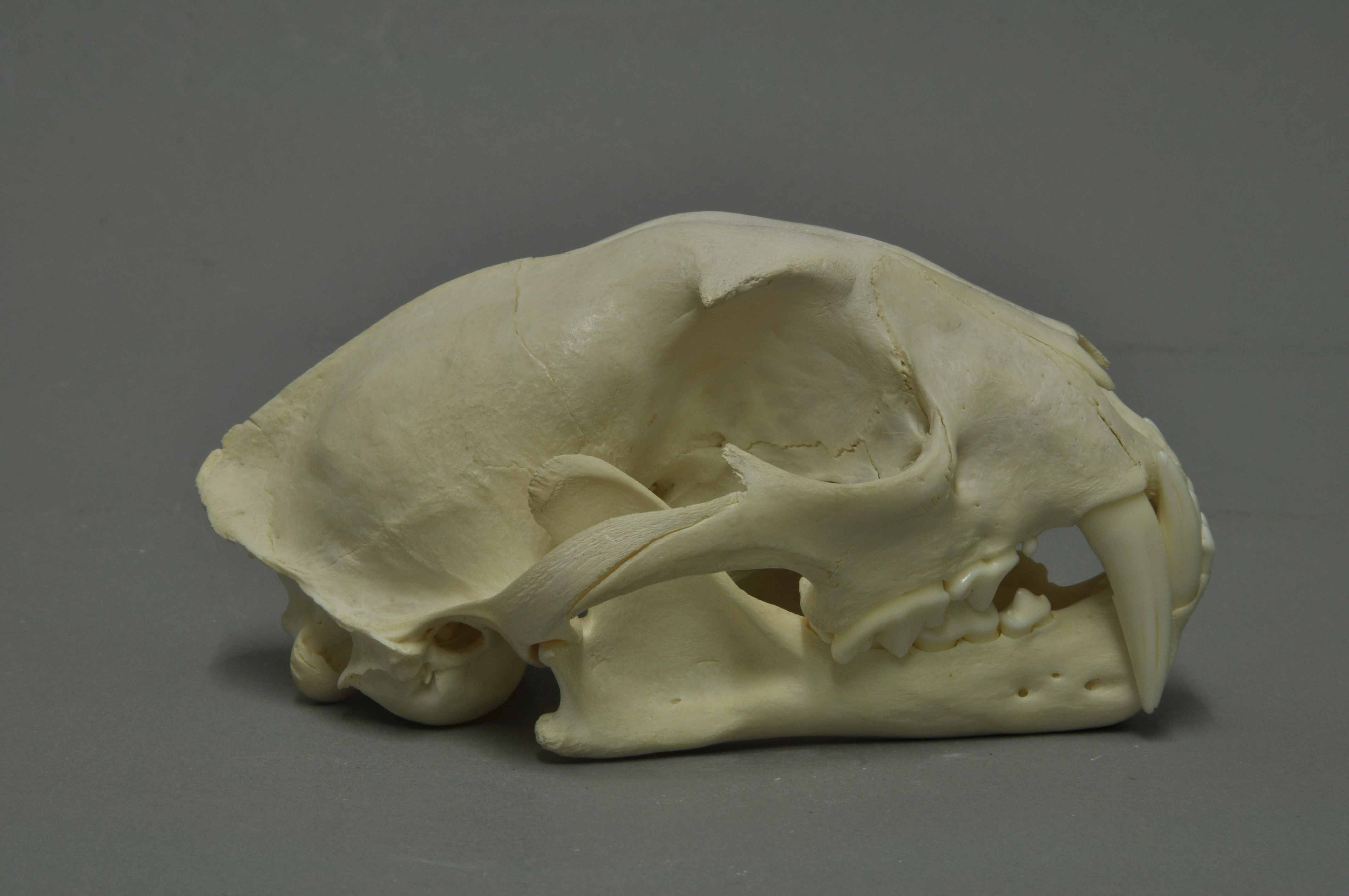
Lebka levharta obláčkového

## Historie, taxonomie
Levharta čili pardála obláčkového poprvé popsal přírodovědec Edward Griffith v roce 1821. V současné době jsou uznávány tři poddruhy, z nichž jeden vyhynul:
- Tchajwanský pardál obláčkový (Neofelis nebulosa brachyura)† – byl levhart obývající Tchaj-wan, naposledy oficiálně spatřen v roce 1983. Od roku 1997, kdy nastražili ochránci přírody fotopasti a žádná z nich pardála nezachytila, stejně jako při opětovných pokusech uskutečněných až do roku 2012, byl v roce 2013 definitivně uznán za vyhynulý.[17][18][19] Nicméně v roce 2018 hlásili místní obyvatelé pohyb větší šelmy a o rok později se zprávy podařily víceméně potvrdit. Jeden levhart byl údajně spatřen při lovu koz na skaliscích a druhý byl spatřen na stromě poblíž jednoho velkého parkoviště.[20][19] Stanovisko je ale prozatím neměnné. V případě, že se jeho existence potvrdí oficiálně, může být budoucnost tohoto poddruhu ohrožena, především těžbou dřeva (úbytkem vhodných lokalit) či ilegálním lovem.
- Neofelis nebulosa macrosceloides – levhart obláčkový tibetský
- Neofelis nebulosa nebulosa – levhart obláčkový indočínský

Za poddruh levharta obláčkového byl až do roku 2006 považován i Neofelis nebulosa diardi, který je na základě genetických testů a morfologických zkoumání nyní řazen jako samostatný druh levhart Diardův (Neofelis diardi).
Levharti obláčkový a Diardův tvoří bazální klad všech kočkovitých, neboli jejich evoluční linie se od dalších druhů vydělila nejdříve, a to asi před 6 miliony lety.

## Výskyt

Mapa rozšíření levharta obláčkového k roku 2021. Žlutě - potvrzený výskyt, fialově - možný výskyt, pruhovaně - pravděpobně vyhubený, červeně - vyhubený

Jde o nenápadného obyvatele rozlehlých lesů asijských tropů a subtropů. Území výskytu začíná na západě ve středním Nepálu, táhne se přes Bhútán a severovýchodní Indii směrem na východ a jihovýchod. Malá populace žije i v Bangladéši. Oblast rozšíření pokračuje přes Myanmar do Číny a do zemí Indočíny (Vietnam, Laos, Kambodža). Jižní hranicí je Malajský poloostrov (Thajsko, Malajsie). Na východě dříve obývala tato šelma i ostrov Tchaj-wan, ale zde byla vyhubena. Severní hranici výskytu představuje střední Čína.

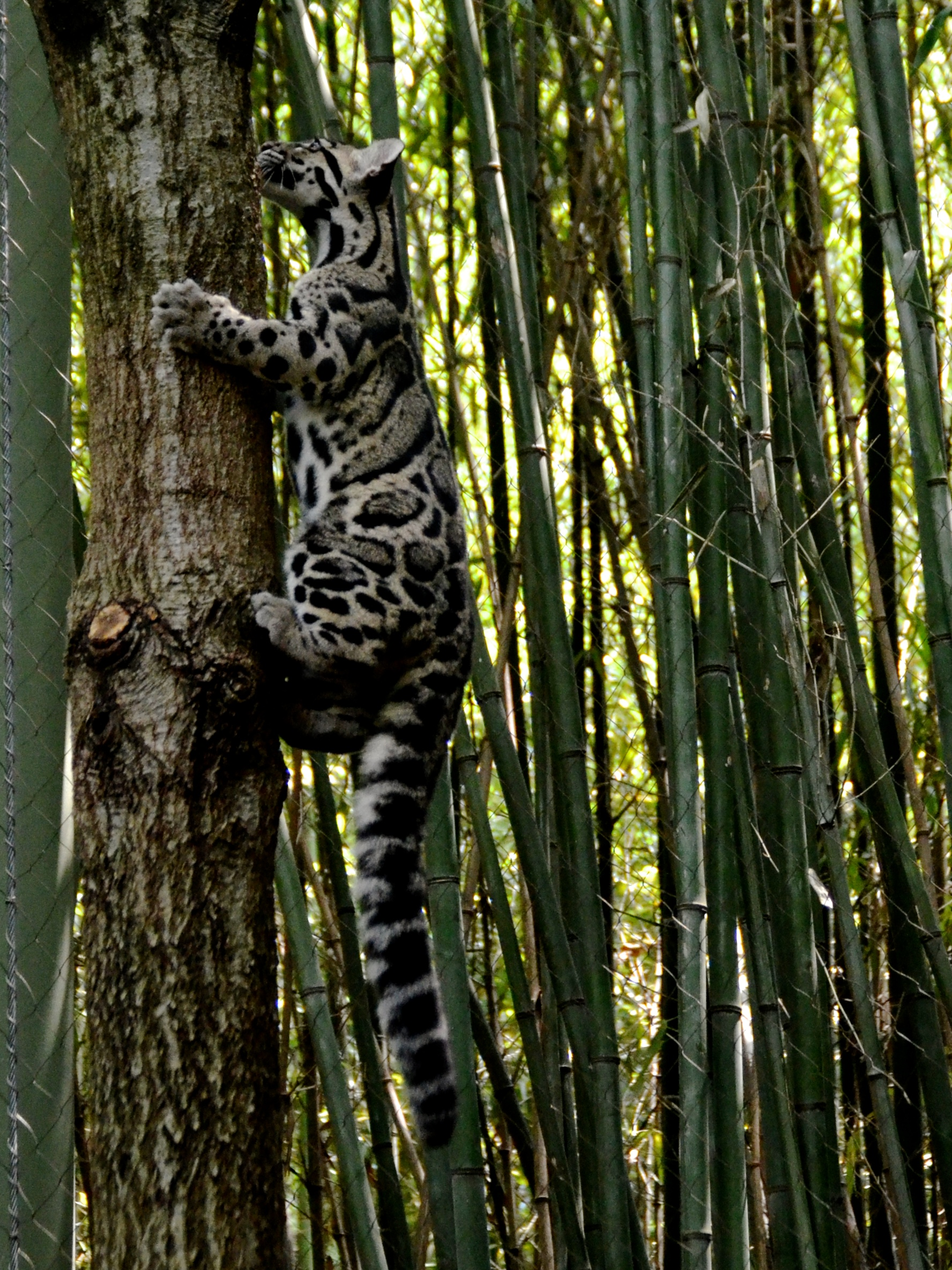
Šplhající levhart obláčkový

## Popis

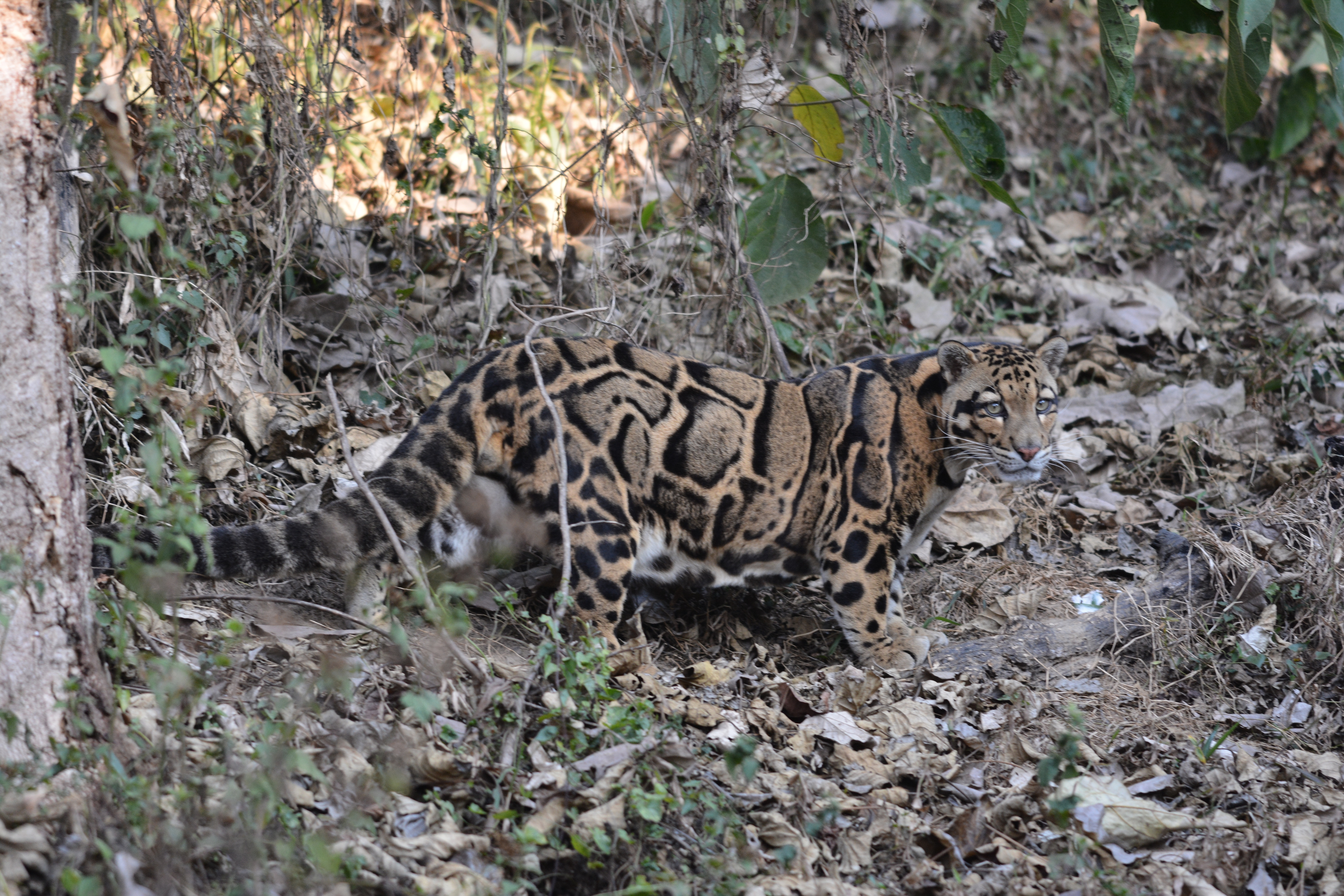
Levhart obláčkový v Áizalu a ukázka jeho dokonalého maskování

Jedná se o středně velkou kočkovitou šelmu, která se sice řadí mezi velké kočky, ale současně je z nich nejmenší. Délka od hlavy ke kořeni ocasu činí od 68 až do 108 cm (případně až 110 cm), přičemž délka ocasu je mezi 55 a 92 cm. Hmotnost se obvykle pohybuje od 11 do 23 kg. Samci bývají větší než samice, ale pohlavní dimorfismus není tak výrazný jako u levharta Diardova. Výška v ramenou dosahuje 50 až 60 cm. Kondylobazální délka (mezičelist až týlní výběžky) lebky samců je v průměru 150 až 158 mm, samic 126 až 139 mm. Charakteristickým znakem chrupu jsou prodloužené horní špičáky. Jejich průměrná korunková délka u samců je 32 až 35 mm (vzácněji až 38,2 mm nebo více než 40 mm), u samic 28 až 29 mm (výjimečně až 30,5 mm). Předčit jej může leda levhart Diardův, který má tyto zuby relativně delší (vzhledem k hmotnosti a délce lebky). V tomto ohledu se levhart obláčkový podobá pravěkým šavlozubcům. Účel takových zubů není ovšem známý. Existuje řada teorií, přičemž převládá názor, že šavlozubým kočkovitým šelmám sloužily obří špičáky k vyrvání velkých kusů tkání z měkkých částí těla oběti (z břicha a krku). Hluboká rána kořist buďto ihned zabila, nebo byla dezorientovaná v důsledku šoku a ztráty krve. Levhart obláčkový se však na tento způsob nespoléhá; kořist usmrtí tak, že se zaboří špičáky do šíje (zadní části krku) a hlubokým kousnutím jí přeruší míchu.

Typickými znaky levharta obláčkového jsou krátké nohy, dlouhá hlava a srst ozdobená velkými šedožlutými, oválnými skvrnami s černým okrajem. Čenich bývá bílý. Klouby na nohou jsou značně flexibilní a umožňují agilní pohyb po stromech. Velmi pružnou má i čelist, rozevřít ji dokáže téměř do pravého úhlu. 

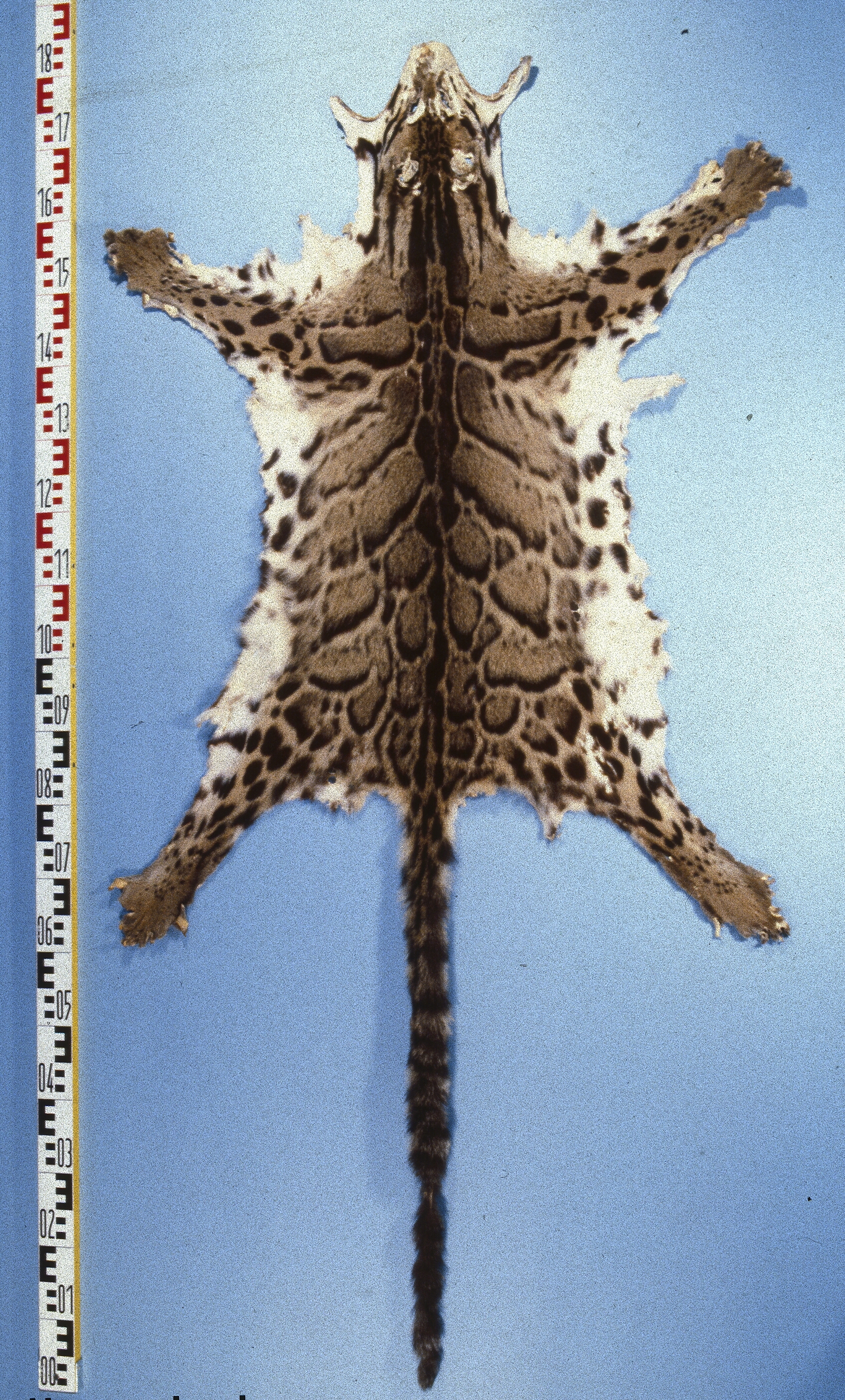
Kožešina z levharta obláčkového

## Ekologie a chování
Levhart obláčkový jednoznačně preferuje život v tropických a subtropických lesích různých typů, v nadmořské výšce 0–3000 metrů. Je skvěle přizpůsoben šplhání po stromech, podobně jako některé jihoamerické kočkovité šelmy, například margay. Umí slézat po kmenech hlavou dolů, šplhat po vodorovných větvích zavěšený hřbetem dolů a viset hlavou z větvoví držíc se jen zadníma nohama. Přes výše napsané jde o tvora, který se pohybuje především na zemi, kde i většinou loví. Obvykle žije na ploše několika desítek kilometrů čtverečních (zhruba od 30 do 45 km²). Své území si značkuje močí a sekrety žláz na hlavě, které otírá o vyvýšená místa. Sdružuje se jen v období páření, které probíhá obvykle počátkem prosince až do konce března.

### Potrava
K potravním návykům levharta obláčkového existuje jen málo přesných informací. Levhart obláčkový loví opice (makaky, gibony, hulmany), dikobrazy, oviječe, prasata a jeleny. Doplňkem stravy mohou být i ryby a plazi (hadi). Předpokládá se, že významnou část kořisti tvoří i ptáci, ale pro potvrzení chybějí věrohodná data. Neváhá zaútočit ani na domácí zvířata, především kozy, ovce a psy. Jeho dlouhé špičáky a mimořádně silný skus (srovnatelný se skusem jaguára) mu dávají výhodu při lovu relativně velkých zvířat, která dokáže zabít tak, že jim prokousne zátylek. K usmrceným větším zvířatům se může několik dní vracet. Zabitou kořist si někdy vytahuje na strom.

### Rozmnožování, život
Informace k rozmnožování divokých jedinců téměř neexistují. K dispozici jsou především data ze zajetí. Při námluvách je samec často velmi agresivní. Samici kouše do zátylku a může ji i vážně poškodit krční obratle, čímž ji může připravit i o život. Jeho otcovské povinnosti končí ihned poté, co se s ní spáří. Samice je březí 86–95 dní (nejčastěji 93) a rodí 1–5, nejčastěji dvě (Nowellová a Jackson udávají tři) mláďata, o která tedy pečuje sama. Novorozenci váží 140 až 280 gramů. Nejpozději po 11 dnech vidí a v 7. až 10. týdnu života začínají jíst maso, i když je matka kojí až do přibližně 3–4 měsíců života. V této době jejich srst – po narození celá šedá – dostává stejné vzorování jako u rodičů. Pohlavní dospělosti dosahují ve 20 až 30 měsících, nicméně osamostatňují se již o několik měsíců dříve. Naděje na dožití v přírodě bývá v průměru 11 let, v zajetí je to o několik let více (asi 17 let).

## Hrozby, vztah s člověkem
Hlavní hrozbou pro existenci levharta obláčkového je obchod s kožešinami a dalšími částmi zabitých zvířat. Kosti jsou využívány v tradiční orientální medicíně, z masa se dělají exotické pokrmy. Zuby slouží jako trofeje či amulety. Hlavními centry obchodu jsou myanmarsko-thajské pohraničí, zvláště nechvalně proslulý trh Tachilek, a myanmarsko-čínské hraniční trhy, především Mong La. Průzkumy odhalily, že levhart obláčkový je nejčastěji zastoupeným druhem kočkovité šelmy na místních trzích a jen na těchto dvou místech bylo během 24 mapování objeveno celkem 482 exemplářů této kočky. Obchoduje se rovněž s živými zvířaty.
Další hrozbou pro levharta obláčkového je ničení přirozeného prostředí kvůli kácení původních lesů.
Velikost populace ve volné přírodě není známa, ale předpokládá se, že jde o méně než 10 000 dospělých jedinců. Trend vývoje je klesající, jednotlivé subpopulace jsou fragmentovány.

## Ochrana
Levhart obláčkový je zařazen do přílohy I úmluvy CITES o obchodu se zvířaty. Dále je chráněn většinou národních legislativ v oblastech svého výskytu, kdy je jeho lov zakázán (většina států) nebo omezen (Laos, Bhútán). IUCN hodnotí levharta obláčkového jako zranitelný druh, ale došlo se k tomu na základě odhadů, které vyžadují další zpřesnění. Ochranou divokých jedinců, chovem v zoo a osvětou mezi lidmi se zabývá iniciativa Clouded Leopard Project, která vznikla v USA v roce 2000.

## Chov v zoo
Ve světě chová levharta obláčkového asi 75 zoologických zahrad a jiných institucí. Celkový počet zvířat v zajetí byl v roce 2011 okolo 277. V Evropě byl v září chován ve 40 veřejných zoo zařízeních. Odchovy jsou vzácností. V roce 2010 uvedl kurátor Pavel Brandl ze Zoo Praha, že levharti obláčkoví se rozmnožují jen v sedmi evropských zoo.
V Česku pardály obláčkové chovaly v roce 2023 dvě zoologické zahrady. V roce 2019 došlo k ukončení chovu v Zoo Ústí nad Labem, v roce 2021 v Zoo Děčín a v roce 2024 v Zoo Praha. K roku 2024 chovala tento druh v ČR jen Zoo Ostrava. V roce 2025 však musela být tamní samice utracena, vzhledem k jejímu zhoršujícímu se zdravotnímu stavu. V zoo tak nezůstalo ani jedno zvíře tohoto druhu, chov byl tedy ukončen.
Na Slovensku je chován v Zoo Bojnice.

### Chov v Zoo Praha
Chov levhartů obláčkových v Zoo Praha má dlouhou tradici. První jedinec tohoto druhu přišel do zoo v roce 1961. O čtyři roky později původního samce doplnila samice. Obě zvířata pocházela z volné přírody. První a na dlouhou dobu jediný odchov se podařil v roce 1969. Jednalo se o trojčata. Další úspěch se dostavil po dlouhé přestávce až v roce 2006. Tehdy se 26. prosince narodila dvě mláďata (otec Luzon a matka Buri přicestovali roku 2006 z britské zoo Howletts). V následujících třech letech byla odchována další tři mláďata. V roce 2010 se narodila dvě mláďata. Ke konci roku 2017 byl chován jeden samec. Ten uhynul v březnu 2019. V dubnu 2019 byl přivezen pár ze Zoo Ústí nad Labem (v tu dobu desetiletý samec Cayan a jedenáctiletá samice Lenya).K roku 2023 je zde už delší dobu sám pouze Cayan, protože Lenya odjela do jiné zoo. V roce 2024 byl chov tohoto druhu ukončen. Expozice levhartů obláčkových se nacházela v pavilonu šelem a plazů v dolní části areálu.

## Zajímavosti
Mezinárodní den levhartů obláčkových se slaví 4. srpna.
V roce 2011 měl premiéru americký přírodopisný dokumentární film Návrat pardálů obláčkových (Clouded Leopard Rescue) o pokusu o návrat levhartů zpět k životu ve volné přírodě.